# Ligurische Huschspinne
Die Ligurische Huschspinne (Micrommata ligurina) ist eine Webspinne aus der Familie der Riesenkrabbenspinnen (Sparassidae). Anders als es ihr deutscher Trivialname vermuten lässt, ist die Art weit über Ligurien hinaus in vielen Teilen des Mittelmeerraums und bis nach Zentralasien verbreitet.

## Merkmale

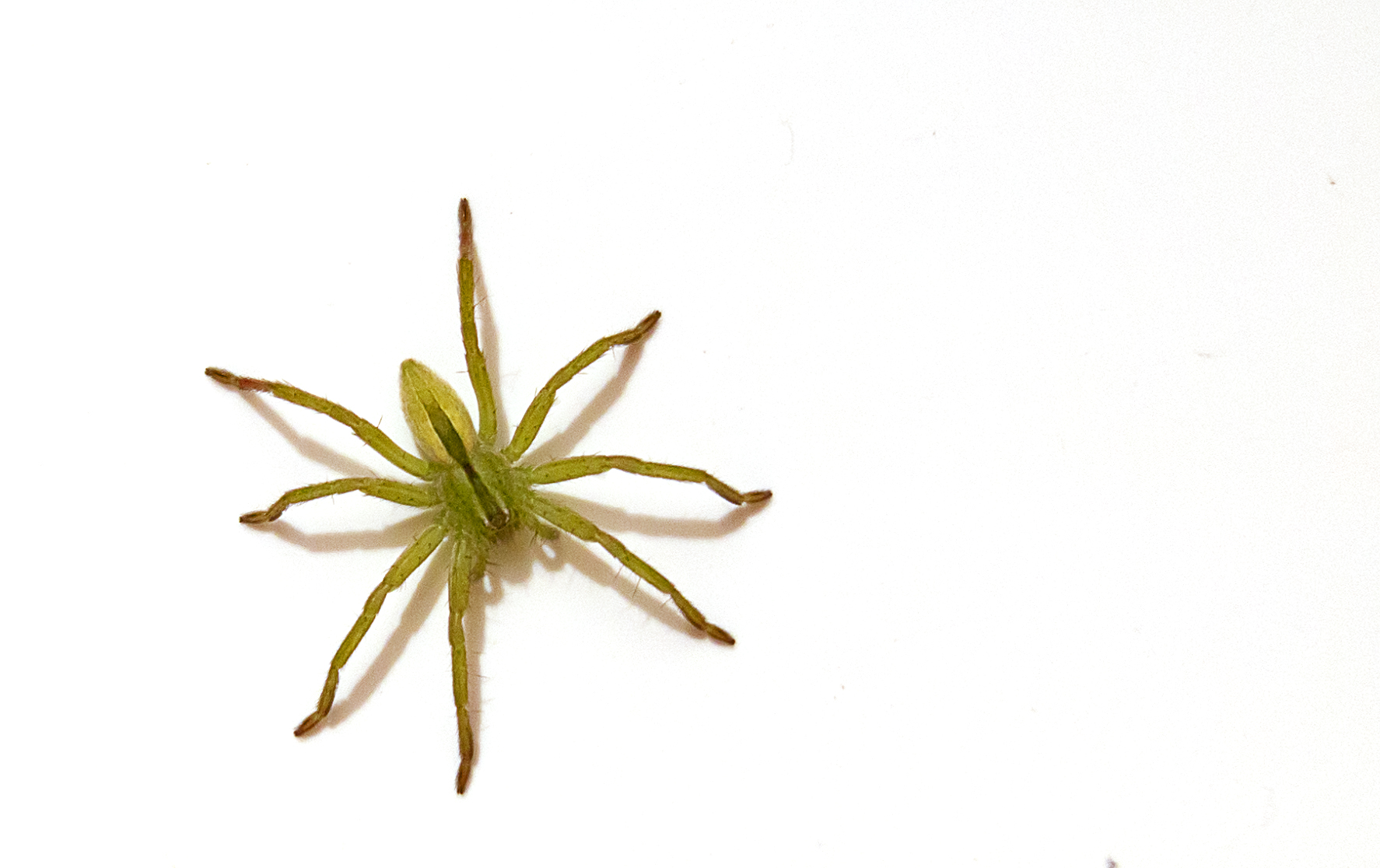
Männchen

Das Weibchen der Ligurischen Huschspinne erreicht eine Körperlänge von neun bis vierzehn und das Männchen eine von sechs bis neun Millimetern. Der Körperbau entspricht dem anderer Huschspinnen (Micrommata). Beide Geschlechter sind mit einem von dem Prosoma (Vorderkörper) über das Opisthosoma (Hinterleib) verlaufenden Medialstreifen versehen, der am hinteren Ende zwei auseinanderlaufende schwarze Balken enthält. Auch besitzt die Ligurische Huschspine undeutliche dunkle Seitenbänder.
Das Weibchen und gelegentlich auch das Männchen haben ein smaragdgrünes Prosoma und ebenso gefärbte Beine, obgleich das Männchen auch ein braun gefärbtes Prosoma besitzen kann. Der Rand der Fovea (Einfaltung der Chitinskeletts beim Prosoma) ist beim Männchen am Rand von einer Gruppe tiefbrauner Setae (Haare, bzw. Borsten) besetzt. Die an den Pedipalpen sitzenden Bulbi (Geschlechtsorgane) des Männchens sind schwarz gefärbt und haben Zacken entlang der äußeren Falte und Zähne an den Rändern des inneren Bogens. Das Weibchen besitzt an der Fovea einen schwarzen Punkt. Die Augen befinden sich in zwei Reihen, die je vier Augen enthalten. Wie alle Riesenkrabbenspinnen hat auch die Ligurische Huschspinne Beine mit gedrehten Coxae, sodass diese in Ruhelage nach vorne zeigen. Die Rückseiten der Tibien des vierten Beinpaares sind mit je zwei schwarzen Stacheln versehen.
Das Weibchen besitzt ein grünes Opisthosoma. Sein Medialstreifen erscheint undeutlich und schwärzlich. Zusätzlich besitzt das Weibchen auf dem Opisthosoma ein Herzmal, umrissen von dunklen Linien. Die Epigyne (weibliches Geschlechtsorgan) besitzt median eine keilförmige Rille, die am Zentrum der Epigynenplatte mit einer keilförmigen Spitze endet. An der Epigastralfurche der Egipyne befindet sich ein Spalt, der von fast geraden oberen Kanten begrenzt wird. Das Opisthosoma des Männchens ist gelblich und schmal sein Medianband ist dunkel rostbraun und wird von grauen Seiten flankiert.

### Ähnliche Arten

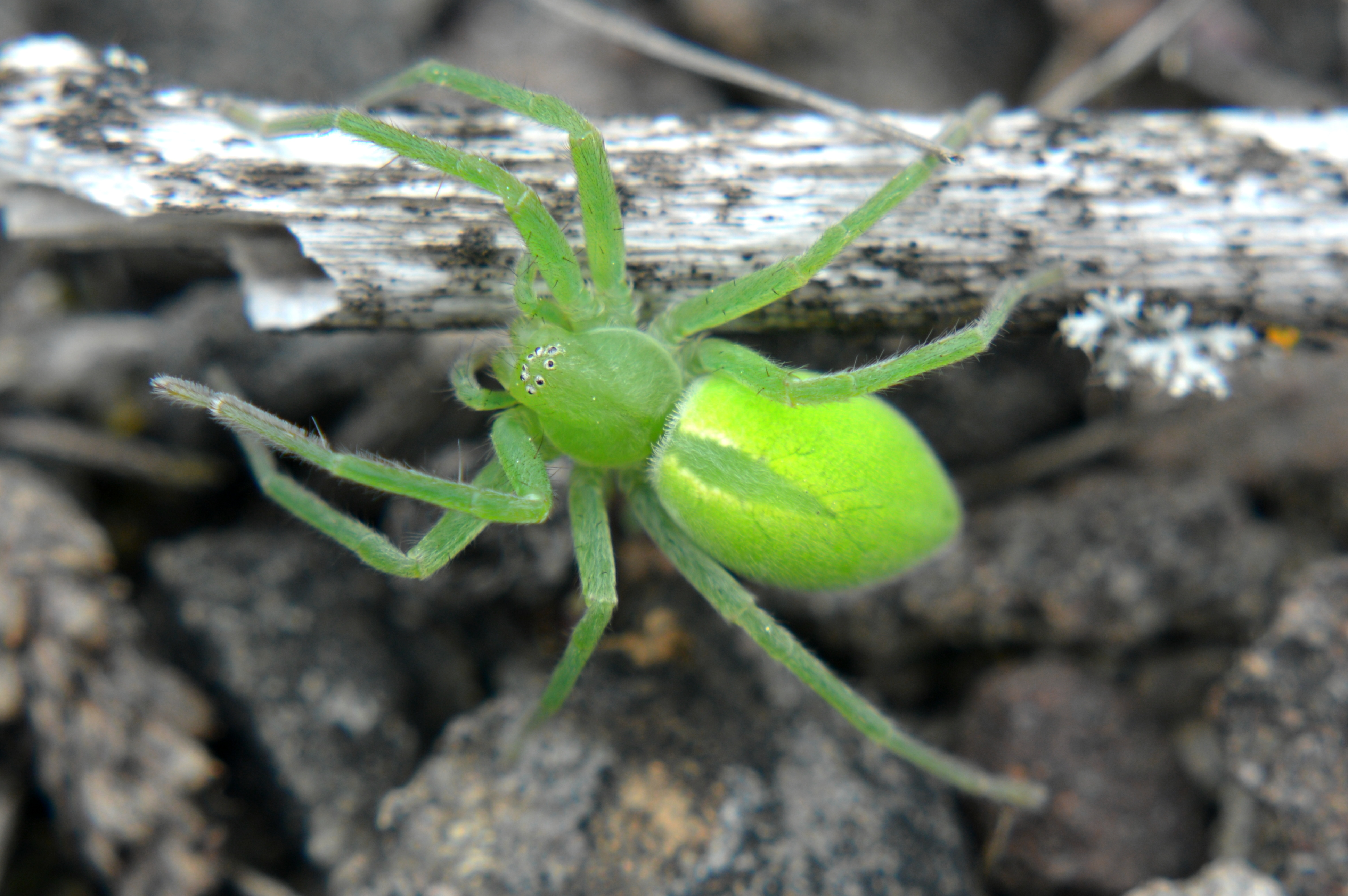
Weibchen der nah verwandten Grünen Huschspinne (Micrommata virescens)

Die Ligurische Huschspinne ähnelt besonders der ebenfalls zur Gattung der Huschspinnen (Micrommata) zählenden Grünen Huschspinne (M. virescens), die eine ähnliche Farbgebung besitzt. Allerdings ist die Grüne Huschspinne etwas größer. Weitere Unterschiede ist das bis zum Ende des Opisthosomas reichende Medianband (besonders das dunkel rostbraune und mit grauen Seiten flankierte des Männchens) und die Lateralbänder sowie die mit Stacheln versehenen Tibien des vierten Beinpaares der Ligurischen Huschspinne, die der Grünen Huschspinne fehlen.

## Vorkommen

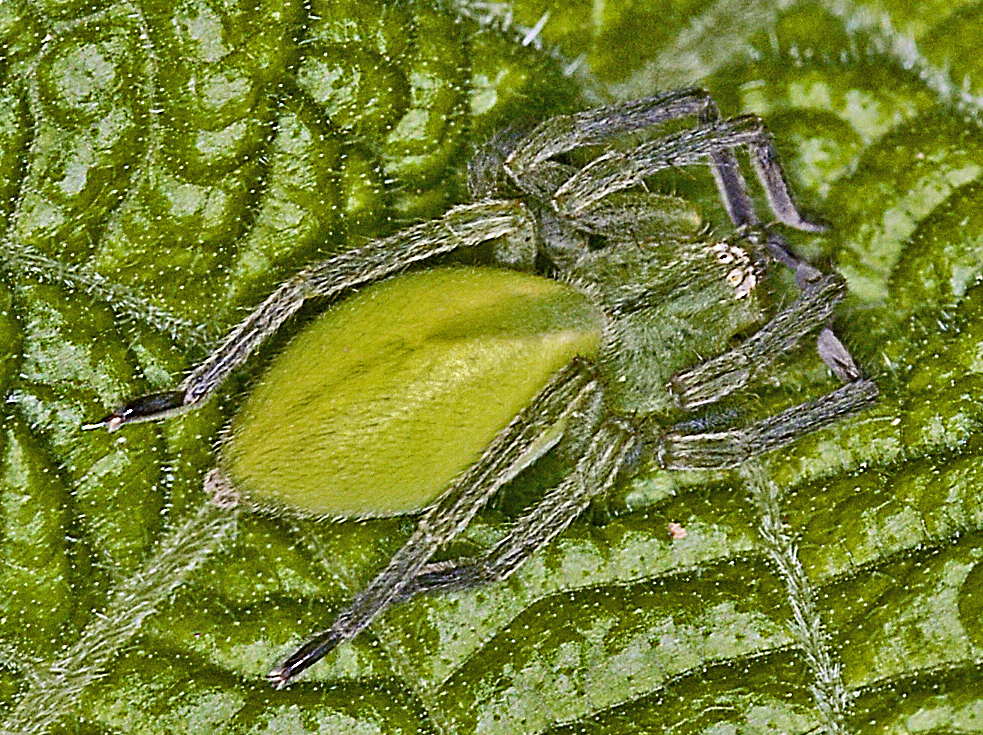
Weibchen in der ligurischen Stadt Genua

Das Verbreitungsgebiet der Ligurischen Huschspinne reicht im Mittelmeerraum über mediterrane Teile Nordafrikas (Tunesien bis Marokko) und viele Küstengebiete sowie Inseln des Mittelmeers von Europa über die Türkei bis nach Zentralasien. Außerdem ist sie in Gebieten westlich des Schwarzen Meeres (Bulgarien und Rumänien) nachgewiesen. In Großbritannien wurde die Art eingeführt. Als Habitat werden Gebiete mit krautiger Vegetation bevorzugt.

### Bedrohung und Schutz
Über eine mögliche Bestandsgefährdung der Ligurischen Huschspinne liegen keine Informationen vor. Von der IUCN wird die Art nicht gewertet.

## Lebensweise
Die Ligurische Huschspinne ist wie andere Huschspinnen vornehmlich tagaktiv und jagt wie alle Riesenkrabbenspinnen freilaufend ohne Fangnetz. Dabei entspricht auch das Jagdprinzip der Ligurischen Huschspinne dem eines Lauerjägers.

### Fortpflanzung und Phänologie

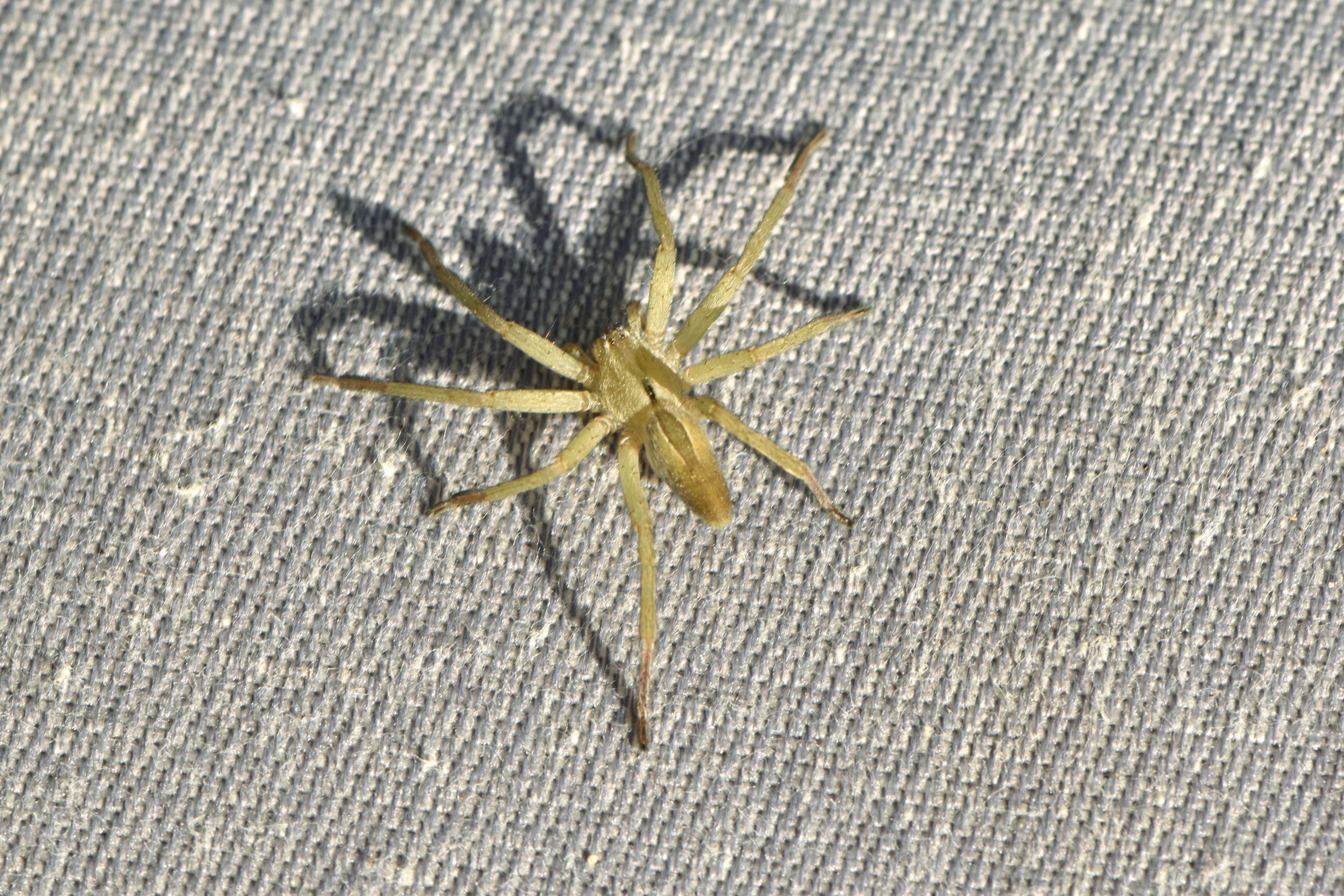
Junges Männchen

Wie bei anderen Riesenkrabbenspinnen trägt auch das Weibchen der Ligurischen Huschspinne seinen Eikokon unter sich, aus dem die Jungtiere nach etwa vier bis fünf Wochen schlüpfen und diese über mehrere Häutungen heranwachsen. Ausgewachsene Tiere sind von Spätwinter bis in den Frühling anzutreffen.

## Toxizität und Bissunfälle
Die Ligurische Huschspinne kann die menschliche Haut mit ihren Cheliceren durchdringen, tut dies aber nur, wenn sie dazu provoziert wird. Der Biss verursacht im Regelfall keine medizinisch relevanten Symptome. Es kommt meist zu Rötungen, Schwellungen und Schmerzen im Bereich der Bissstelle.

## Systematik
Erstbeschreiber Carl Ludwig Koch, gab der Art 1845 die Bezeichnung Sparassus ligurinus. Eugène Simon beschrieb die Art 1870 dann als Sparassus pilosus nochmals, stellte jedoch vier Jahre später die Ligurische Huschspinne als Micrommata ligurina in die Gattung Micrommata (Huschspinnen), wo sie seitdem nahezu durchgehend verblieb.

## Galerie

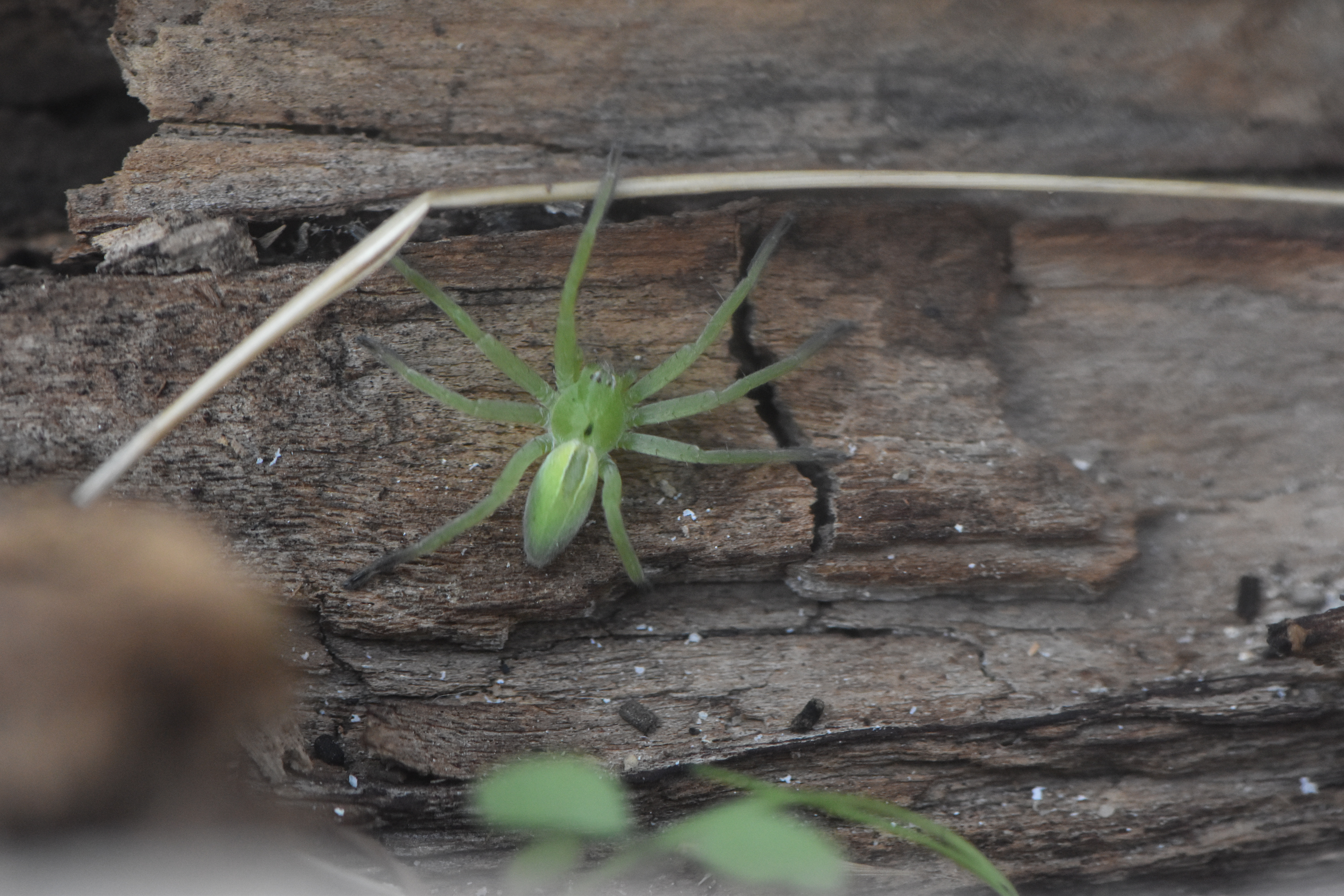
Dorsalansicht eines Weibchens
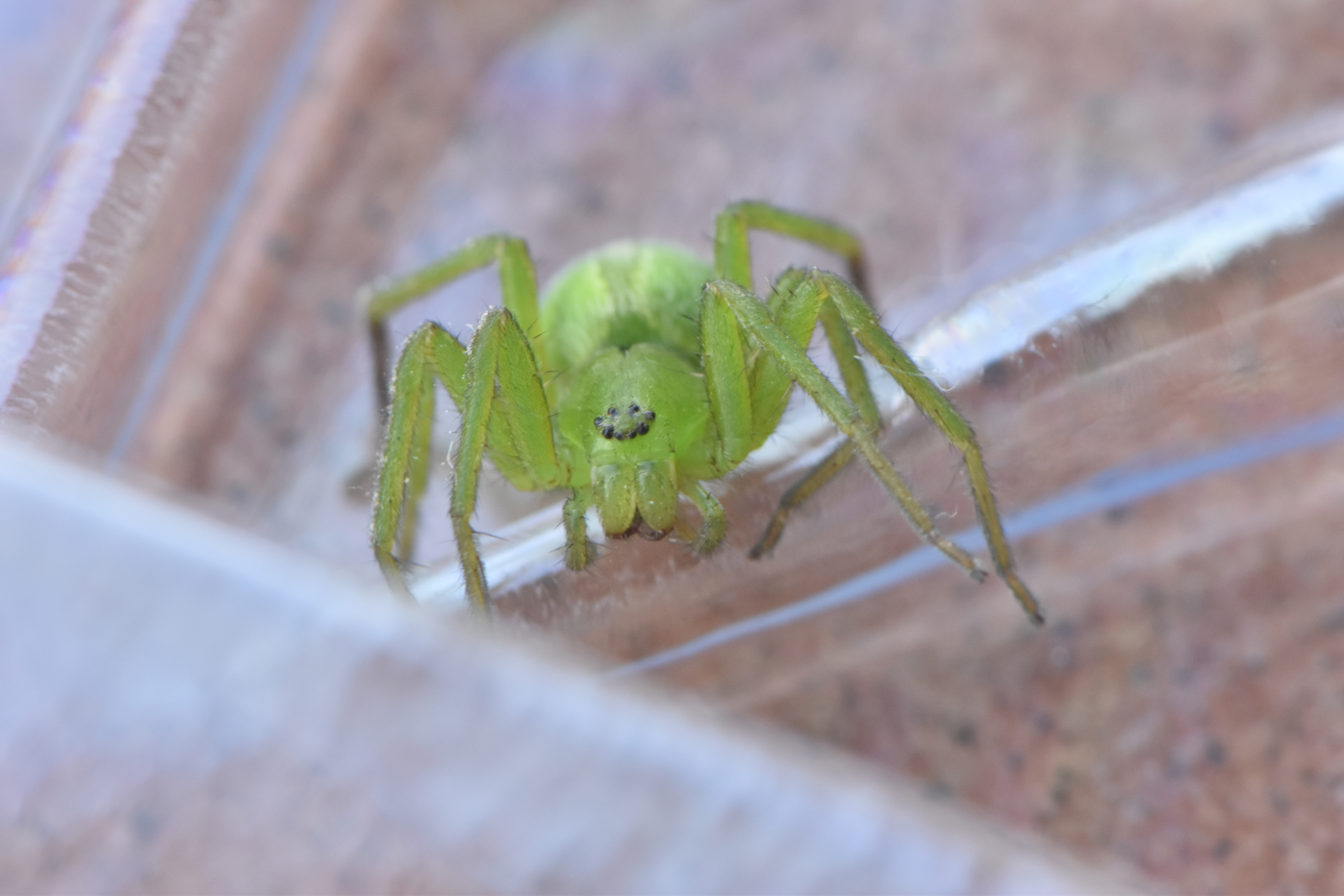
Frontalansicht eines Weibchens
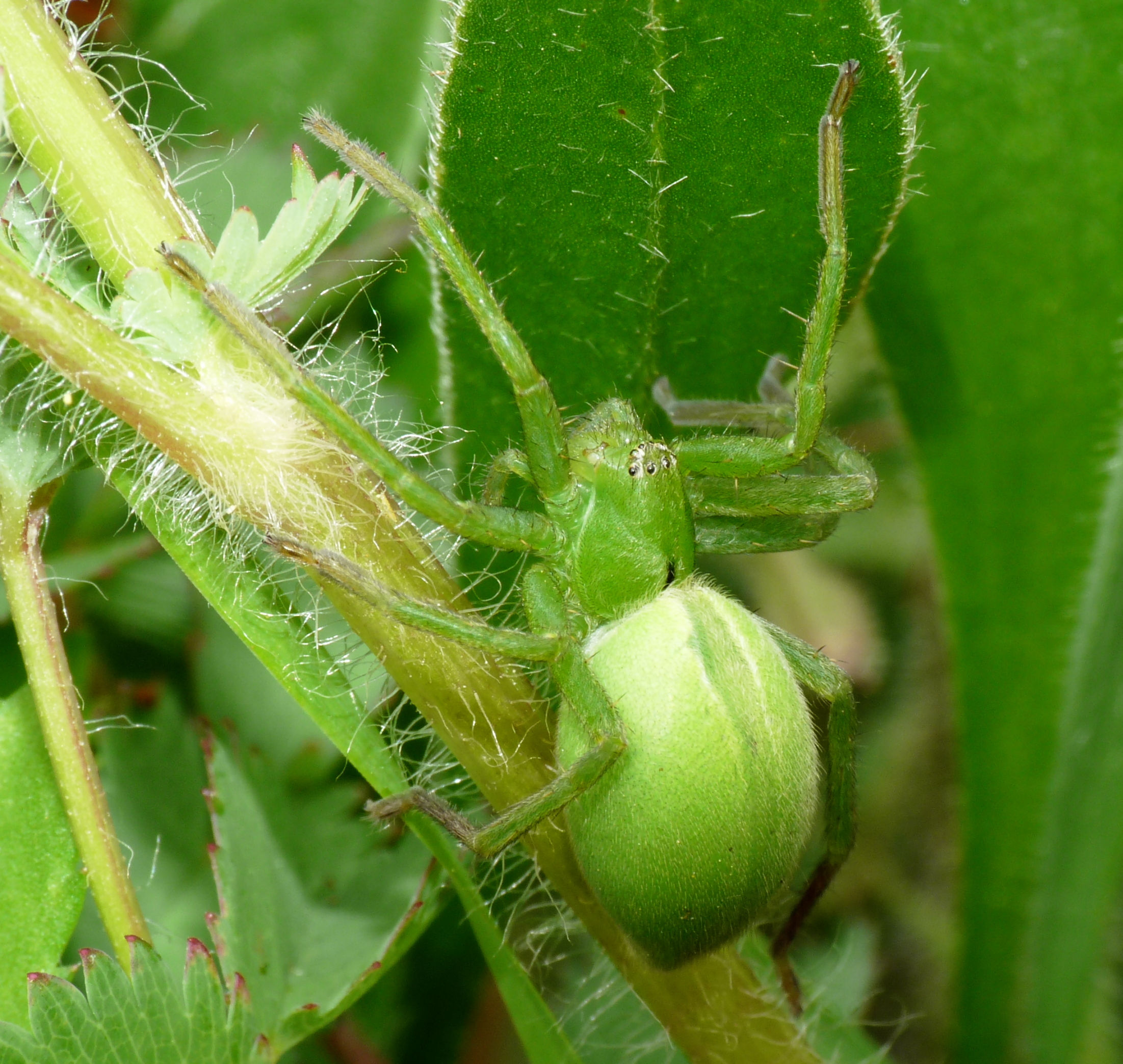
Lateralsicht eines Weibchens
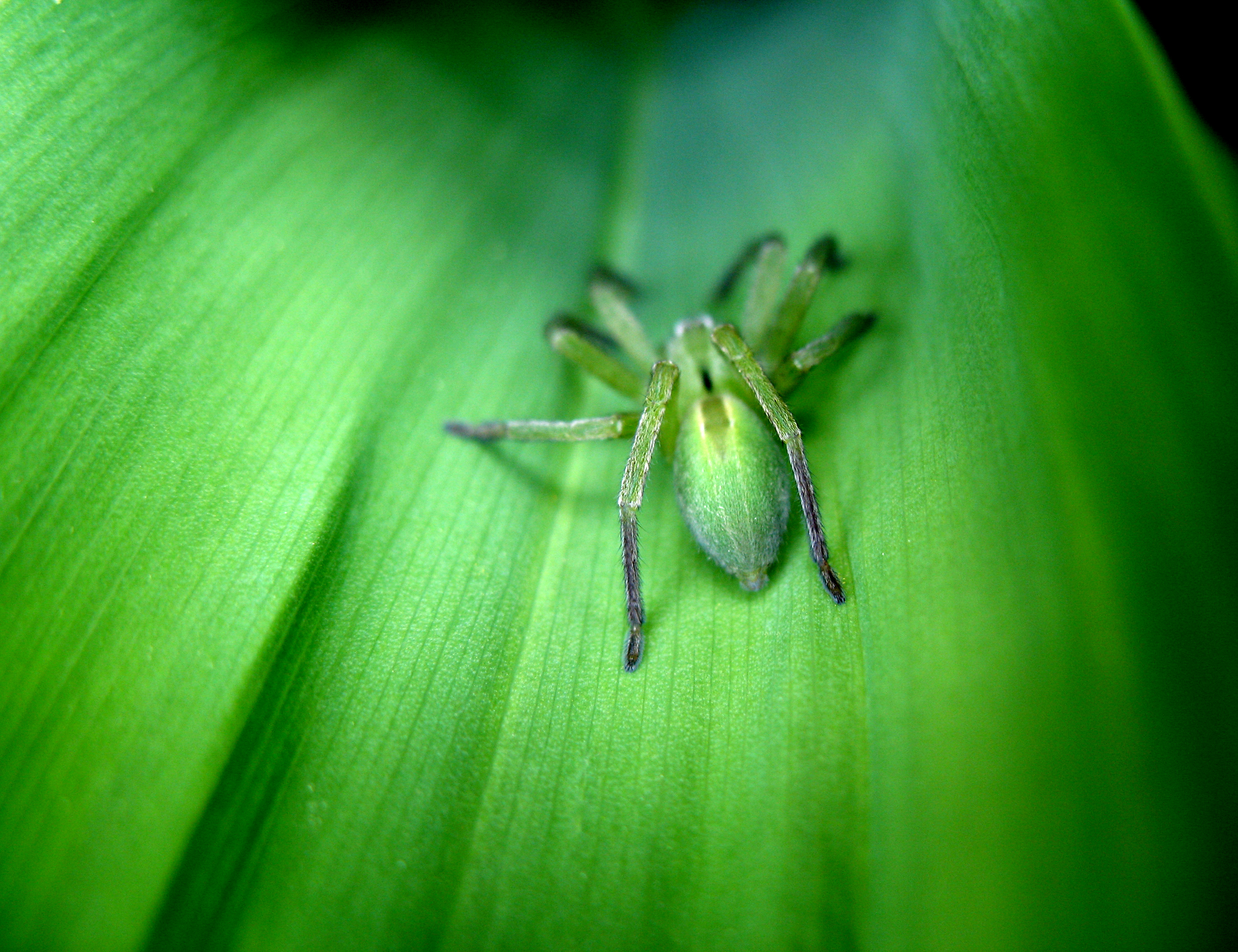
Rückansicht eines Weibchens
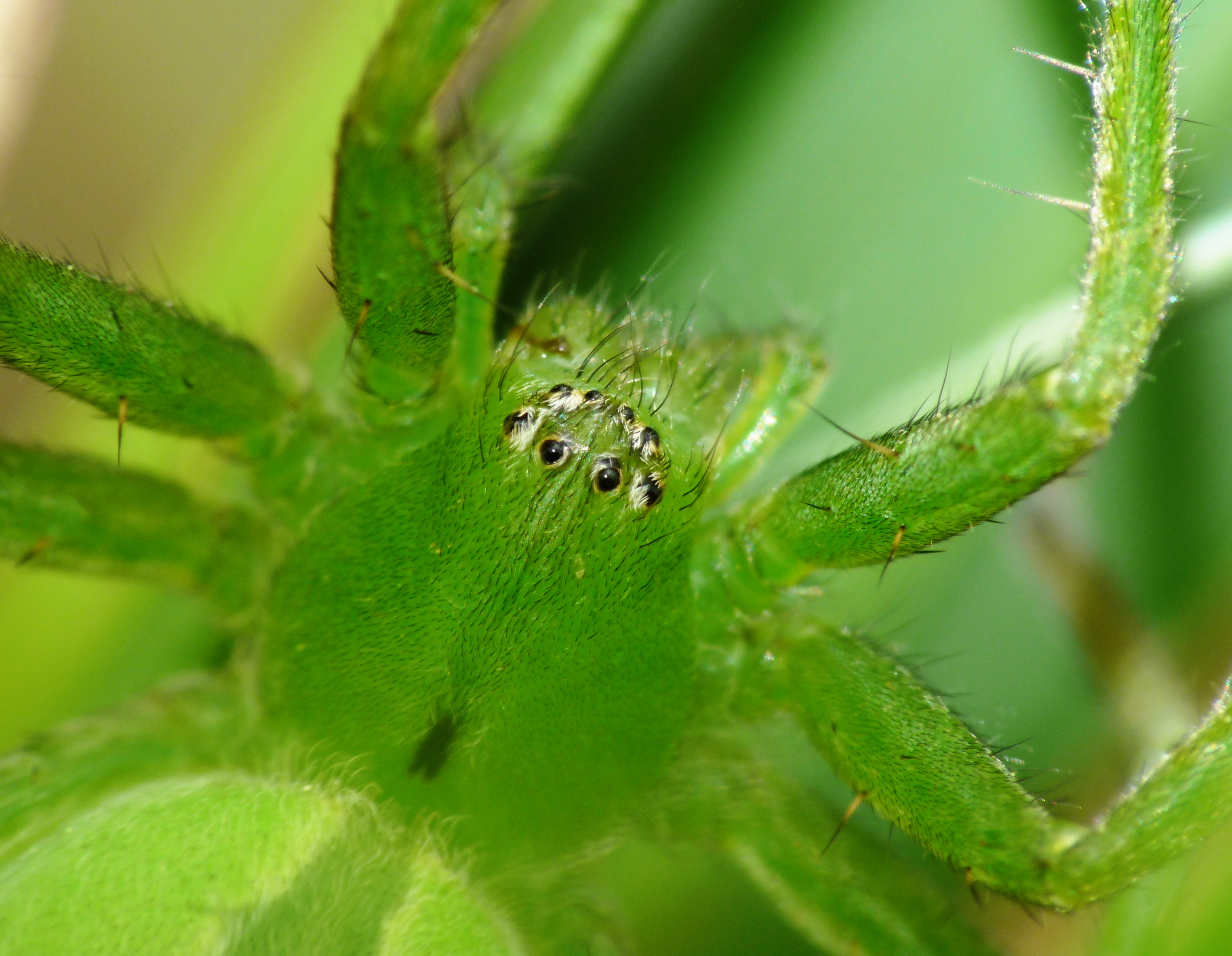
Detailaufnahme des Prosomas eines Weibchens
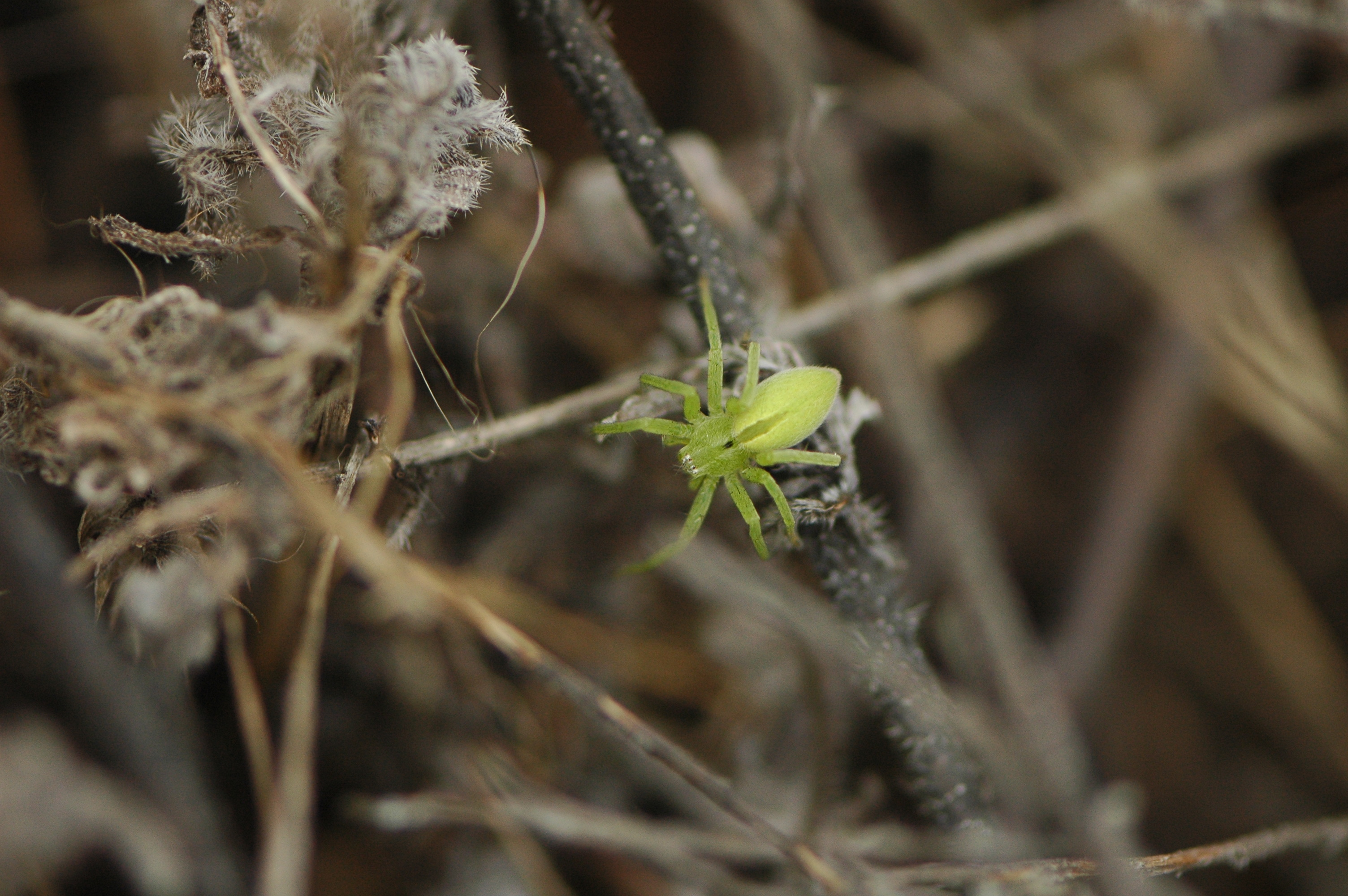
Weibchen in der Vegetation
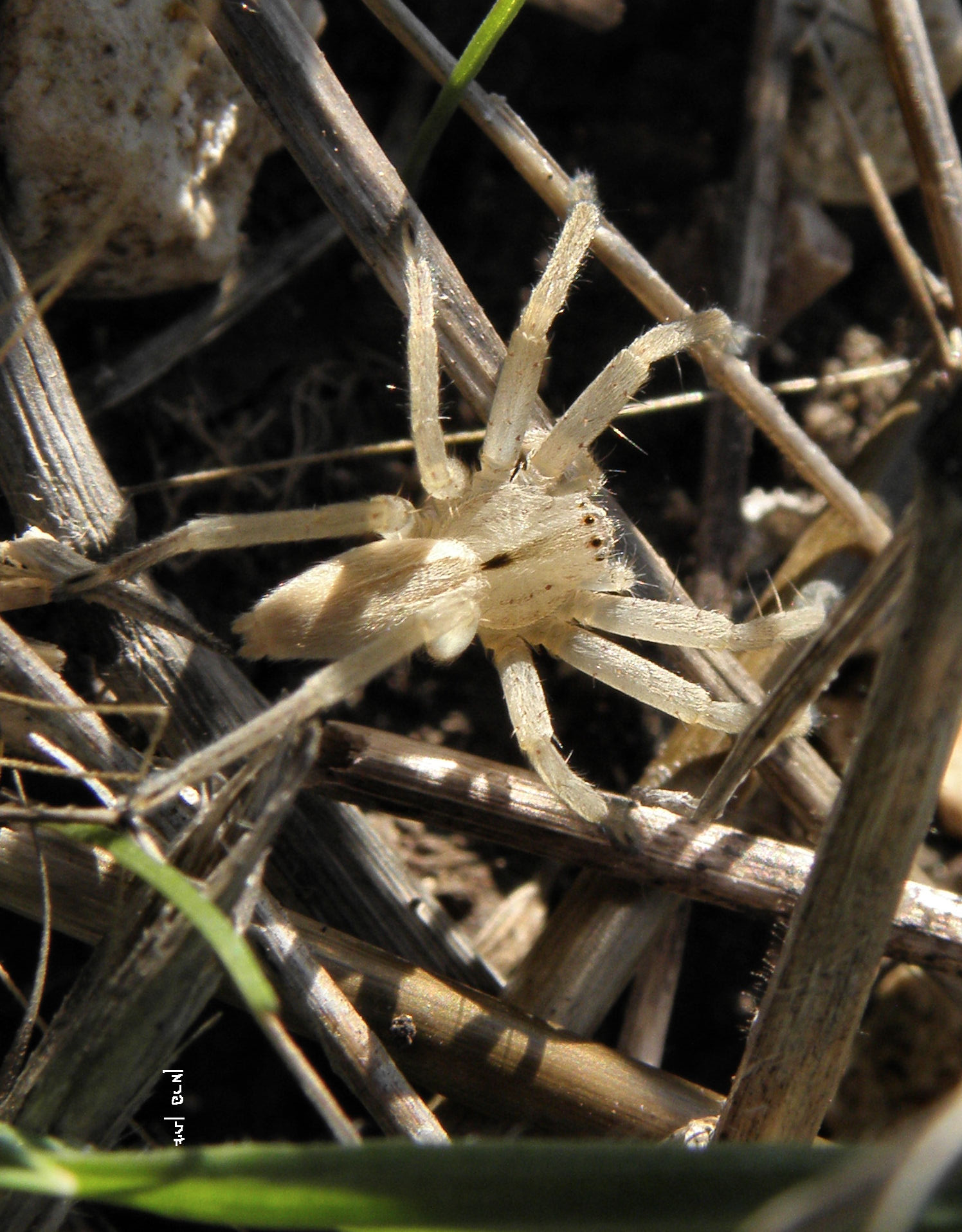
Juveniles Männchen in der Vegetation